# 纳巴塔沙漠盆地
纳巴塔沙漠盆地（Nabta Playa）曾是努比亞沙漠中的一个大型内流盆地，位于北纬22.51°，东经30.73°，距離埃及开罗以南约800公里以及埃及南部阿布辛贝勒以西约100公里处。该地区有许多考古遗址。纳巴塔考古遗址是埃及新石器时代最早的遗址之一，其年代约为公元前7500年。

## 備註
1. ↑  Brophy, TG; Rosen PA.  (PDF). Mediterranean Archaeology and Archaeometry. 2005, 5 (1): 15–24. （原始内容 (PDF)存档于February 29, 2008）.
2. ↑  Slayman, Andrew L., , 美國考古研究所, May 27, 1998  [2021-02-09], （原始内容存档于2011-06-05）
3. ↑  Wendorf, Fred; Schild, Romuald, , Comparative Archaeology Web, November 26, 2000, （原始内容存档于August 6, 2011）
4. ↑  Margueron, Jean-Claude. . Hachette Éducation. 2012: 380. ISBN 9782011400963 （法语）.
5. ↑  Wendorf, Fred; Schild, Romuald. . Springer Science & Business Media. 2013: 51–53. ISBN 9781461506539 （英语）.